# Навчально-науковий інститут «Інститут державного управління» ХНУ імені В.Н. Каразіна
Навчально-науковий інститут «Інститут державного управління» ХНУ імені В. Н. Каразіна — структурний підрозділ державного вищого навчального закладу — Харківський національний університет імені В. Н. Каразіна.
До 24 лютого 2021 року структурний підрозділ державного вищого навчального закладу — Національної академії державного управління при Президентові України, яка була головним державним вищим навчальним закладом України із підготовки, перепідготовки та підвищення кваліфікації державних службовців та посадових осіб місцевого самоврядування.

## Історія

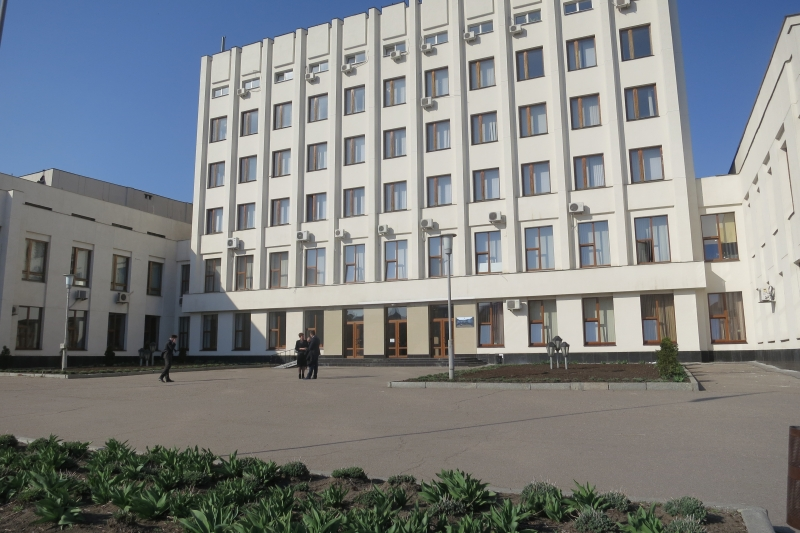
Головний корпус Інституту державного управління

У вересні 1995 року у Харкові заснували філіал Української академії державного управління (УАДУ) при Президентові України (створеної у травні 1995 р. Указом Президента України). У 2001 р. філіал отримав статус регіонального інституту, а з 2003 р. внз отримав назву Харківський регіональний інститут державного управління Національної академії державного управління при Президентові України (згідно з Указом Президента України від 21 серпня). 24 лютого 2021 року інститут було приєднано до Харківського національного університету імені В. Н. Каразіна. 29 березня того ж року на засіданні Вченої ради університета інститут було перейменовано на Навчально-науковий інститут «Інститут державного управління» ХНУ імені В. Н. Каразіна.
18 березня 2022 року будівлю інституту частково зруйновано російським обстрілом у ході боїв за Харків. Пошкоджені і два сусідні житлові будинки. Щонайменше одна людина загинула, 11 постраждали.

## Структура
В Інституті діють 5 кафедр
- Кафедра публічного управління та державної служби
- Кафедра економічної політики та менеджменту
- Кафедра публічної політики
- Кафедра права, національної безпеки та європейської інтеграції
- Кафедра управління персоналом та підприємництва

Функціонує 3 центрів:
- Центр підготовки здобувачів вищої освіти
- Центр професійного розвитку управлінських кадрів
- Центр контролінгу та адміністративного забезпечення

## Спеціалізована вчена рада Д 64.051.34 по захисту дисертацій
Діє рада з захисту кандидатських дисертацій галузі науки «Державне управління» за спеціальностями:
- 25.00.01 — теорія та історія державного управління;
- 25.00.02 — механізми державного управління

Голова спеціалізованої вченої ради — Дзюндзюк Вячеслав Борисович, доктор наук з державного управління, професор, завідувач кафедри публічної політики, Харківський національний університет імені В. Н. Каразіна, спеціальність 25.00.02.

## Керівництво

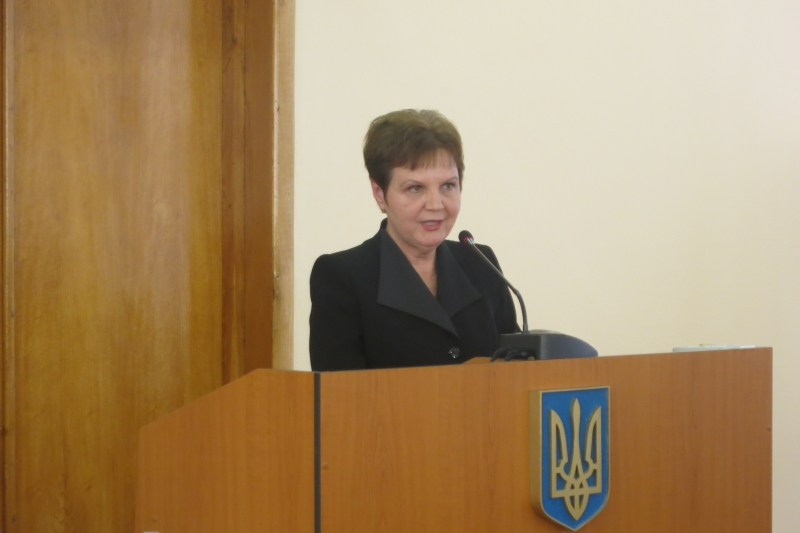
Директор Бєлова Людмила Олександрівна

Єдиним директором Харківського філіалу (з 1995 р. по 2001 р.) був Григорій Іванович Мостовий.
Директори інституту:
- Мостовий Григорій Іванович, із 8 листопада 2001 р.[6] по 18 серпня 2005 р.[7];
- Говоруха Віктор Володимирович, із 18 серпня 2005 р.[8] по 18 червня 2010 р.[9]
- Ландсман Вадим Аркадійович, із 31 травня 2011 р.[10] по 22 березня 2014 р.[11]
- Бєлова Людмила Олександрівна, із 22 березня 2014 р.[12] по теперішній час[коли?].

Зокрема, з 8 листопада 2001 р. по 13 жовтня 2006 р. посада керівника вишу йменувалася «проректор Національної академії державного управління при Президентові України — директор Харківського регіонального інституту державного управління Національної академії державного управління при Президентові України».

## Особи, що навчаються
За 15 років існування Інституту дипломи спеціалістів отримали 1433 особи, магістрів державного управління — 3409 осіб, кандидатів та докторів наук з державного управління — 119 осіб.
Продовжують[коли?] своє навчання у бакалавраті, магістратурі, в аспірантурі та докторантурі 1759 осіб. Поступили на навчання у 2010 році студентів та слухачів — 621 особа.

## Відомі випускники
- Чернов Сергій Іванович (випуск 1999 року).
- Райнін Ігор Львович (випуск 2000 року).
- Терехов Ігор Олександрович (випуск 2006 року).
- Гриценко Анатолій Павлович (випуск 2007 року).
- Світлична Юлія Олександрівна (випуск 2012 року).

## Бібліотечний фонд
Загальний фонд становлять 70,1 тис. примірників, зокрема, іноземними мовами (англійською, німецькою, французькою, польською) — 3,6 тис.

## Джерело
Навчально-науковий інститут «Інститут державного управління»
- [Архівовано 10 липня 2008 у Wayback Machine.]
- Рада ректорів вищих навчальних закладів III—IV рівнів акредитації Харківського регіону [недоступне посилання з липня 2019]